# 1 Decembrie 1918 (métro de Bucarest)
1 Decembrie 1918, en français 1er décembre 1918, est une station de métro roumaine de la ligne M3 du métro de Bucarest. Elle est située boulevard Theodor Pallady, dans le quartier Titan, Sector 3, de la ville de Bucarest. 
Elle est mise en service en 2008.
Exploitée par Metrorex elle est desservie par les rames de la ligne M3 qui circulent quotidiennement entre 5 h 0 et 23 h 0 (heure de départ des terminus). À proximité il y a une station du tramway de Bucarest et des arrêts d'autobus.

## Situation sur le réseau
Établie en souterrain, la station 1 Decembrie 1918 est située sur la Ligne M3 du métro de Bucarest, entre les stations Nicolae Grigorescu, en direction de Preciziei, et Nicolae Teclu, en direction d'Anghel Saligny.

## Histoire
La station « 1 Decembrie 1918 » est mise en service le 20 novembre 2008, lors de l'ouverture à l'exploitation du prolongement de la igne, de 4,7 kilomètres entre les stations Nicolae Grigorescu et Anghel Saligny.

## Service des voyageurs

### Accueil
La station dispose de quatre bouches sur le boulevard Theodor Pallady, deux sont situées au croisement avec la rue Trapezului. Des escaliers, ou des ascenseurs pour les personnes à mobilité réduite, permettent de rejoindre la salle des guichets et des automates pour l'achat des titres de transport (un ticket est utilisable pour un voyage sur l'ensemble du réseau métropolitain).

### Desserte
À la station 1 Decembrie 1918 la desserte quotidienne débute avec le départ, des stations terminus, de la première rame à 5 h 0 et se termine avec le départ, des stations terminus, de la dernière rame à 23 h 0.

### Intermodalité
À proximité de la station plusieurs arrêts sont desservis par les transports en commun urbains de la ville : des tramways de Bucarest (ligne 19, 27 et 40), des bus (ligne N111).